# 1902-й самоходно-артиллерийский полк
1902-й самоходно-артиллерийский Кременчугский Краснознаменный, орденов Суворова и Кутузова полк — советское военное соединение, в различные периоды входившее в состав 5-й гв., 3-й, 42-й, 48-й, 49-й, 50-й и 67-й армий. Являлся полком резерва Ставки Верховного Главнокомандующего и предназначался для усиления частей и соединения на тяжелых участках фронта.

## Состав и командование

### Состав
По штатному расписанию полк состоял из 4-х батарей по 5 САУ в каждой.
На вооружении полка состояли средние самоходные артустановки: СУ-122, СГ-76 и СУ-76М.

### Командование
Командиром полка бил назначен подполковник Грдзелишвили Николай Спиридонович. Уроженец Грузии (с. Сева Онского района), кадровый военный, участник обороны Москвы, он стал первым и бессменным командиром полка и прошёл в его рядах до самой Победы. За мужество и отвагу награждён орденами Ленина, Суворова 3-й степени, Александра Невского, Красной звезды, тремя орденами Боевого Красного Знамени, многими медалями .

## История
1902 самоходно-артиллерийский полк был сформирован в июле 1943 года в с. Ездочное Воронежской области. Этот полк стал одним из первых трёх полков самоходной артиллерии в Красной армии.
31 июля 1943 года полк вошел в состав 5-й гвардейской армии, а 2 августа 1943 года фактически прибыл в её расположение. В составе полка было всего 15 СУ-76И. До 14 августа полк в бой не вводился, а занимался ремонтом САУ и ожидал пополнения автотранспортом (сначала количество автомобилей в САП составляло 10 % от штатной численности). В это же время на укомплектование полка поступили 5 СУ-122.

### Первые бои
С 14 по 31 августа 1943 года полк участвовал в пяти боях (в среднем на 2-3 боя больше, чем любой другой полк армии). За этот период самоходчики уничтожили два танка, девять орудий, 12 пулемётов и до 250 солдат и офицеров.
Согласно докладу командира полка от 1 сентября 1943 г. «Все машины, участвовавшие в предыдущих боях, имеют повреждения. Отдельные машины восстанавливались по нескольку раз, вся матчасть СУ-76 (на базе трофейных Pz III) изношена и находится в плохом состоянии. Из 21 САУ по списку в строю только 9 машин, остальные в ремонте. Полк постоянно не доукомплектован, подготовка личного состава — удовлетворительна».
В сентябре 1943 года полк участвовал в 14 боях, в которые одновременно вводилось от двух до семи САУ. Огнем самоходных установок оказывалась существенная помощь пехоте при отражении атак противника. Наиболее результативные бои проходили в течение 20 — 29 сентября 1943 года на территории Полтавской области при преследовании отступающего противника, когда группа из шести СУ-76И обезвредила три танка противника.
1902-й самоходный артиллерийский полк вместе с
- 39-м гвардейским стрелковым полком
- 57-м танковым полком
- 301-м истребительно-противотанковым полком
- огнеметной ротой
- ротой саперов

включены в состав передового отряда от 32 стрелкового корпуса генерала Родимцева. Возглавил отряд заместитель командира тринадцатого гвардейской стрелковой дивизии полковник П. В. Гаев. Задачей отряда было наступление в направлении Щорсовка, Нестероввка и овладение переправами на р. Ворскла с последующим обходом Полтавы и преследования отступающего противника в направлении Кременчуга.
Уже к вечеру 21 сентября отряд форсировал Ворсклу в районе Коротенково и, завязав бои на западном берегу, обеспечил быструю переправу 32-го корпуса и создал угрозу правому флангу и тылу вражеских частей, оборонявших Полтаву. Это обеспечило быстрое освобождение Полтавы и продвижение советских частей в направлении Кременчуга.

### Бой за Кременчуг
В черте города отряд встретил артиллерийский огонь, но советские танкисты сумели его подавить. Отряд продолжал двигаться вперед и вскоре вышел к Днепру. 29 сентября город был освобожден.
В этих боях полк потерял 9 машин — 4 САУ сгорели, 3 подбиты и 2 подорвались на минах.
После освобождения Кременчуга полк участвовал в боевых операциях в составе 5-й гвардейской армии почти до конца ноября 1943 года.

### Передислокация и доукомплектование
28 ноября 1943 года 1902-й самоходно-артиллерийский полк вошел в резерв Ставки и передислоцировался в п. Правда Пушкинского района Московской области, где находился на доукомплектовании самоходками и личным составом.

### Снятие блокады Ленинграда
2 января 1944 года полк был переведен на Ленинградский фронт, для оперативного усиления 42-й и 67-й армий Ленинградского фронта.
Решение о ликвидации вражеской блокады Ленинграда Ставка приняла в конце ноября 1943 года. Осуществить операцию намечалось силами Ленинградского, Волховского и 2-го Прибалтийского фронтов с привлечением Балтийского флота. Операция была назначена на 14 января 1944 года.
Утром 14 января 1200 орудий и миномётов, более 70 установок реактивной артиллерии и орудия главного калибра кораблей Балтийского флота начали артподготовку. Она продолжалась более часа.
На направлении главного удара 42-й армии наступал 30-й гвардейский стрелковый корпус генерала Н. П. Симоняка. Вместе с дивизиями корпуса шли танки непосредственной поддержки пехоты — 31-й, 46-й, 260-й и 261-й гвардейские тяжелые танковые и 1902-й самоходно-артиллерийский полки.
Во второй половине дня все танки вместе с пехотой шли в наступление. Уничтожая живую силу и огневые средства противника, они помогали стрелкам преодолевать сопротивление гитлеровцев. Наиболее успешно решали задачи 261-й полк майора В. И. Кононцева, 31-й полк майора С. Ф. Семеркина и 1902-й самоходно-артиллерийский полк подполковника Н. С. Грдзелишвили. Особого напряжения бои достигли в районе Хамилейне, Большого Виттолова, Мендухари.

### Бои в Белоруссии
В марте 1944 года полк вышел на шоссе Псков-Остров, и атаковал станцию Стремутка, чтобы перерезать это шоссе и ветку железной дороги. В этом бою было сожжены и подбиты последние самоходки полка. Полк вывели в тыл на переформирование.
Получив новую технику, личный состав полк находился в резерве Ставки, а с 28 мая 1944 вошёл в состав 2-го Белорусского фронта и передислоцирован под Могилев, в полосу обороны 49-й армии, где готовилось наступление. Полк был зачислен в армейский ударный передовой отряд, которому ннеобходимо было после прорыва немецкой обороны, действовать в немецком тылу, пройти рейдом на максимальную глубину, перекрывая противнику дороги к отступлению.
Ночью, 23 июня 1944 года бойцы штрафного батальона форсировали реку Проня и захватили плацдарм, на который инженерные части подвели наплавной мост. По этому мосту утром полк ушел в рейд на Могилев. 24 июня 1944 полк находился на реке Бася, на следующий день — на реке Реста, а 26 июня прорвался к Днепру в районе села Луполово (пригород Могилева). Здесь, получив новый приказ, вместе с танковой бригадой и ИПТАПом, полк повернул на север, форсировал Днепр и вышел на стык шоссейных дорог на Минск и Гродно, и на минском шоссе организовал засаду. В этом месте немцы предприняли попытку прорыва на запад. Бой длился целые сутки, советские танкисты и артиллеристы устояли и не дали врагу возможность пройти и выскользнуть из окружения.
Полк находился на так называемом южном «Кордоне Минского котла». Советские и немецкие части здесь перемешались, днем советские части двидвигались на запад, а ночью по их следам, тем же маршрутом, шли немцы, истребляя по ходу тыловые части и затрудняя подвоз горючего для бронетехники. Передовым отрядам часто приходилось останавливаться и занимать круговую оборону. Топливо поставлялось даже с воздуха с помощью самолетов ПО-2 — они садились прямо в поле, рядом с танками и самоходками.
12 июля полк был выдвинут на Мосты и вышел к Неману.

### Конец войны
6 сентября 1944 полк в составе 3-й армии 2-го Белорусского фронта полк овладевает г. Остроленка, 13 сентября — Ломжа, после чего переводится в состав 48-й армии 3-го Белорусского фронта. В состав этой армии полк входит до конца войны.
Расформирован полк в декабре 1945 года.
В музее танковых войск РФ находится боевое знамя и ордена 1902-го самоходно-артиллерийского Кременчугского Краснознамённого, орденов Суворова и Кутузова полка.

## Награды
| Награда (наименование)                | Дата                  | За что награждена |
| ------------------------------------- | --------------------- | --- |
| Почётное наименование «Кременчугский» | 29 сентября 1943 года | В ознаменование одержанной победы и овладения 29 сентября 1943 года городом Кременчуг — сильным предмостным опорным пунктом немцев на левом берегу реки Днепр после трёхдневных упорных боёв. |
| Орден Красного Знамени                | 21 января 1943 года   | за образцовое выполнение боевых заданий командования на фронте борьбы с немецкими захватчиками и проявленные при этом доблесть и мужество                                                     |
| Орден Суворова II степени             | 27 января 1944 года   | за образцовое выполнение боевых заданий командования на фронте борьбы с немецкими захватчиками и проявленные при этом доблесть и мужество                                                     |
| Орден Кутузова II степени             | 9 августа 1944 года   | за образцовое выполнение заданий командования в боях с немецкими захватчиками, за овладение городом Белосток и проявленные при этом доблесть и мужество                                       |

## Подчинение
| 01.08.1943 | Воронежский фронт       | 5-я гвардейская армия |
| 01.09.1943 | Воронежский фронт       | 5-я гвардейская армия |
| 01.10.1943 | Степной фронт           | 5-я гвардейская армия |
| 01.11.1943 | 2-й Украинский фронт    | 5-я гвардейская армия |
| 01.12.1943 | Резерв ВГК              |                       |
| 01.01.1944 | Ленинградский фронт     | 42-я армия            |
| 01.02.1944 | Ленинградский фронт     | 67-я армия            |
| 01.03.1944 | Ленинградский фронт     | 67-я армия            |
| 01.04.1944 | Ленинградский фронт     | 67-я армия            |
| 01.05.1944 | 3-й Прибалтийский фронт |                       |
| 01.06.1944 | 2-й Белорусский фронт   | 50-я армия            |
| 01.07.1944 | 2-й Белорусский фронт   | 49-я армия            |
| 01.08.1944 | 2-й Белорусский фронт   | 3-я армия             |
| 01.09.1944 | 2-й Белорусский фронт   | 3-я армия             |
| 01.10.1944 | 2-й Белорусский фронт   | 49-я армия            |
| 01.11.1944 | 2-й Белорусский фронт   | 49-я армия            |
| 01.12.1944 | 2-й Белорусский фронт   | 48-я армия            |
| 01.01.1945 | 2-й Белорусский фронт   | 48-я армия            |
| 01.02.1945 | 2-й Белорусский фронт   | 48-я армия            |
| 01.03.1945 | 3-й Белорусский фронт   | 48-я армия            |
| 01.04.1945 | 3-й Белорусский фронт   | 48-я армия            |
| 01.05.1945 | 3-й Белорусский фронт   | 48-я армия            |

## Память
Старший сержант Познанский посвятил своему 1902-му полку стихи: 
Мы били немца в Украине
И он с боями отступал
Но за собою лишь руины

Да серый пепел оставлял.
Мне не забыть одно селенье,
Когда то чудной красоты,
Здесь создавалися творенья,
Поэтов наших, но увы….
Печально нас оно встречало,
Огонь и дым над ним стоял,
Оно нас к мщенью призывало!
И полк наш мстил – враг отступал.
Мы шли на помощь Ленинграду
И там по сталински дрались,
На части рвали мы блокаду,

Сминая все, вперед неслись!
В Кременчуге в Парке Мира в Мемориальном комплексе воинским соединениям и частям, отличившимся в боях за Кременчуг на одной из плит высечено наименование 1902-го Кременчугского самоходного артиллерийского полка.